# Krásný Buk (hrad)
Krásný Buk (též německy Schönbuch a původně Schönbüchel) je zřícenina gotického hradu nedaleko stejnojmenné vesnice u Krásné Lípy v okrese Děčín. Hrad založený na konci třináctého století stával ve Šluknovské pahorkatině na žulové ostrožně nad pravým břehem Křinice. Opuštěn byl již v první polovině čtrnáctého století a dochovaly se z něj jen terénní relikty a drobné fragmenty zdiva, které jsou chráněné jako kulturní památka.

## Historie
První písemná zmínka o hradu pochází z roku 1319, kdy jej Jindřich z Lipé vyměnil spolu s dalšími majetky na Žitavsku s králem Janem Lucemburským za jiné statky na Moravě. Podle archeologického výzkumu však hrad vznikl nejspíše již ve druhé polovině třináctého století. Roku 1337 dobylo žitavské vojsko blízký hrad Tolštejn, který patřil Vaňkovi z Vartenberka a jehož ozbrojenci škodili hornolužickým zájmům. Výboje posádky Krásného Buku však pokračovaly, a proto žitavští hrad roku 1339 dobyli. Hrad ztratil svou funkci, a nebyl obnoven.
Roku 1850 byly na hradě prováděny archeologické vykopávky, při kterých byly nalezeny různé kovové předměty, mimo jiné prý i zbraň podobná husitskému palcátu. Na poli pod hradem byla údajně nalezena římská mince pocházející z doby císaře Hadriána.

## Stavební podoba

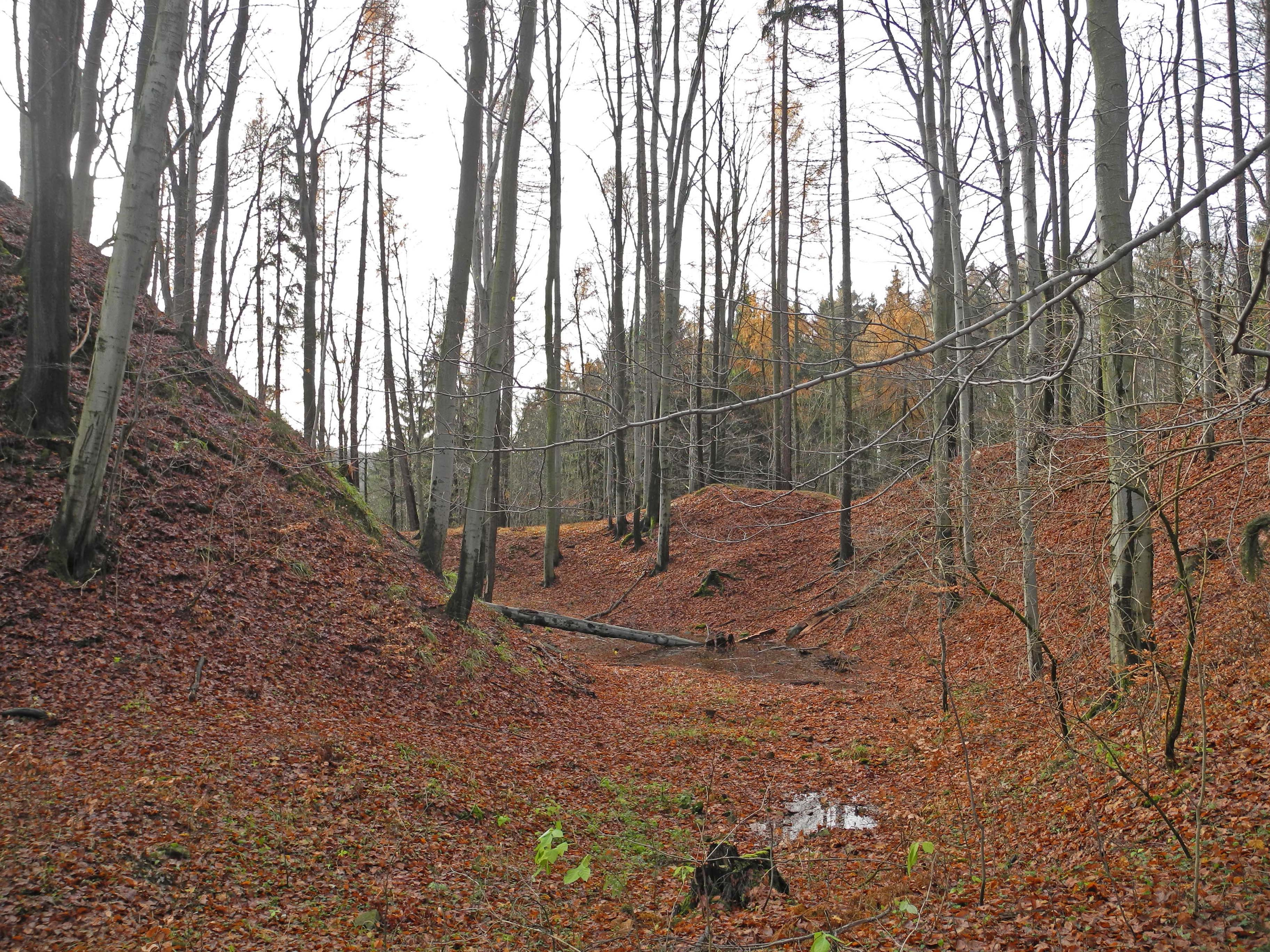
Příkop okolo hradního jádra

Dvojdílný hrad bergfritového typu byl tvořen předhradím a hradním jádrem. Opevnění předhradí z větší části zaniklo. Dochoval se z něj příkop, náznak valu a zahloubený pozůstatek nějaké stavby. Malé jádro obklopuje mohutný příkop vytesaný ve skále. Jedinou částečně dochovanou zděnou stavbou je torzo okrouhlého bergfritu, který svou hmotou chránil malý palác na jižní straně. Archeologický výzkum prokázal, že obvodová hradba jádra vznikla až po bergfritu.